# Бенедикт XII
Бенедикт XII (лат. Benedictus PP. XII, в миру — Жак Фурнье, фр. Jacques Fournier; 1280-е (1285?) — 25 апреля 1342) — папа римский с 20 декабря 1334 по 25 апреля 1342 года. Третий папа периода Авиньонского пленения.

## Ранние годы
Сын мельника из Савердёна (около Фуа, Юго-Западная Франция). Вступил в орден цистерцианцев, где получил солидное богословское образование, обучался в Парижском университете . С 1311 года — аббат цистерцианского аббатства Пресвятой Девы Марии в Фонфруаде, затем с 1317 года — епископ Памье. На этом посту проявил рвение в преследовании катаров. С 1326 года епископ Мирпуа и, наконец, в 1327 назначен кардиналом-священником с титулом церкви Санта-Приска. Кардинал-протопресвитер с 1333 по 1334.

## Папство
Избрание Фурнье стало возможным во многом благодаря стечению обстоятельств. В то время обычной практикой в папском конклаве было в первый раз голосовать за наименее вероятного кандидата, чтобы узнать позицию остальных кандидатов. По иронии судьбы все кардиналы, кроме самого Фурнье, проголосовали за него, что стало неожиданностью для всех.
После вступления на папский трон в 1334 году Бенедикт XII приложил большие старания, чтобы оздоровить отношения, господствовавшие в монашеских орденах. В конституции «Benedictus Deus» от 1336 года он провозгласил официальную доктрину о состоянии святых и блаженных душ, которые на небе лицезреют Бога. Он также приказал построить Папский дворец в Авиньоне.
В области внешней политики он сотрудничал с французским королём. Роберту Неаполитанскому он доверил функцию администратора Рима, поручив ему водворить мир и порядок в Вечном городе. Но добиться улучшения отношений с Людвигом Баварским ему не удалось. Чтобы положить конец папским претензиям относительно германской короны, тот созвал съезд выборщиков, на котором принято решение, что кандидат, избранный по правилам, будет признан королём Германии независимо от того, какую позицию займет по этому вопросу папство.
В 1338 году папа Бенедикт принял в Авиньоне послов империи Юань, доставившим ему письмо от общины китайских христиан, просивших прислать им нового епископа.
Хотя папа родился французом, он не испытывал особых чувств к своей родине, и его отношения с королём Филиппом VI были довольно прохладными. Более того, когда тот сообщил о своих планах вторгнуться в Шотландию, Бенедикт заявил, что Эдуард III, король Англии, скорее всего, победит в конфликте.
Бенедикт XII поддерживал контакт при помощи переписки с Франческо Петраркой (1304—1374), с которым познакомился лично в 1326—1327 годах, когда поэт находился в Авиньоне. Папа рассчитывал, что Петрарка проложит ему путь к возвращению в Рим. В 1341 году поэт получил высшее отличие: он был увенчан лавровым венком на римском Капитолии.
Папа умер в Авиньоне и там же погребен.

## В литературе
Многократно упоминается Морисом Дрюоном в романе «Когда король губит Францию». Вот как от лица кардинала Перигорского описано его избрание на престол:
Я только без устали нашёптывал итальянцам, что никогда, слышите, никогда французские кардиналы не отдадут своих голосов Жаку Фурнье, и, представьте, добился того, что все они проголосовали именно за него, и он был избран единодушно. «Вы же осла выбрали!» Вот что он крикнул нам, когда огласили его имя, и это вместо благодарности-то. Он знал свои недостатки. Нет, впрочем, не такой уж он осел, но тем паче и не лев. Просто хороший генерал духовного ордена, который довольно умело заставил неукоснительно повиноваться себе картезианцев, во главе коих он и стоял. Но возглавлять весь христианский мир… для этого слишком он был мелочен, слишком придирчив, слишком пристрастен. В конечном счёте все его реформы принесли больше зла, чем добра. Зато уж при нем можно было быть уверенным, что Святой престол в Рим не вернется. В этом вопросе он был твёрд как скала… а это-то и было самым главным.

Упоминается Виктором Гюго («Собор Парижской богоматери») для характеристики кардинала Бурбонского в конце XV века: 
… не раз почтенные прихожане Сен-Жермен д’Озэр, проходя вечером мимо ярко освещенных окон Бурбонского дворца, возмущались, слыша, как те же самые голоса, которые только что служили вечерню, теперь под звон бокалов тянули «Bibamus papaliter» («Будем пить, как папа»), вакхическую песню папы Бенедикта XII, прибавившего третью корону к тиаре.